# Leptodactylus tapiti
Leptodactylus tapiti é uma espécie de anfíbio  da família Leptodactylidae.
É endémica do Brasil.
Os seus habitats naturais são: savanas húmidas, campos de altitude subtropicais ou tropicais e rios.